# Campeonato Sub-17 de la OFC 1993
El Campeonato Sub-17 de la OFC 1993 fue la quinta edición de dicho torneo. Se llevó a cabo en Nueva Zelanda.
Participaron seis selecciones: Australia, Fiyi. Islas Salomón, Nueva Zelanda, Vanuatu y Tahití, que fueron divididos en dos grupos de tres equipos cada uno, y posteriormente accedieron a una fase eliminatoria. Australia se proclamó campeón por quinta vez y clasificó a la Copa Mundial de la categoría de 1993 disputada en Japón.

## Equipos participantes
En cursiva los debutantes.
| Equipos participantes | Equipos participantes | Equipos participantes | Equipos participantes |
| --------------------- | --------------------- | --------------------- | --------------------- |
| Australia             | Fiyi                  | Islas Salomón         |                       |
| Nueva Zelanda         | Vanuatu               | Tahití                |                       |

## Primera fase

### Grupo A
| Selección     | Pts | PJ | PG | PE | PP | GF | GC | Dif |
| ------------- | --- | -- | -- | -- | -- | -- | -- | --- |
| Australia     | 4   | 2  | 2  | 0  | 0  | 4  | 1  | 3   |
| Islas Salomón | 2   | 2  | 1  | 0  | 1  | 1  | 2  | -1  |
| Tahití        | 0   | 2  | 0  | 0  | 2  | 1  | 3  | -2  |

| Fecha | Lugar         |               |                          | Resultado |                               |               |
| ----- | ------------- | ------------- | ------------------------ | --------- | ----------------------------- | ------------- |
| 1993  | Nueva Zelanda | Australia     | Bandera de Australia     | 2:0       | Bandera de Islas Salomón      | Islas Salomón |
| 1993  | Nueva Zelanda | Australia     | Bandera de Australia     | 2:1       | Bandera de Polinesia Francesa | Tahití        |
| 1993  | Nueva Zelanda | Islas Salomón | Bandera de Islas Salomón | 1:0       | Bandera de Polinesia Francesa | Tahití        |

### Grupo B
| Selección     | Pts | PJ | PG | PE | PP | GF | GC | Dif |
| ------------- | --- | -- | -- | -- | -- | -- | -- | --- |
| Nueva Zelanda | 4   | 2  | 2  | 0  | 0  | 15 | 1  | 14  |
| Fiyi          | 1   | 2  | 0  | 1  | 1  | 2  | 6  | -4  |
| Vanuatu       | 1   | 2  | 0  | 1  | 1  | 1  | 11 | -10 |

| Fecha | Lugar         |               |                          | Resultado |                    |         |
| ----- | ------------- | ------------- | ------------------------ | --------- | ------------------ | ------- |
| 1993  | Nueva Zelanda | Nueva Zelanda | Bandera de Nueva Zelanda | 10:0      | Bandera de Vanuatu | Vanuatu |
| 1993  | Nueva Zelanda | Nueva Zelanda | Bandera de Nueva Zelanda | 5:1       | Bandera de Fiyi    | Fiyi    |
| 1993  | Nueva Zelanda | Fiyi          | Bandera de Fiyi          | 1:1       | Bandera de Vanuatu | Vanuatu |

## Segunda fase

### Semifinales
| Fecha | Lugar         |               |                          | Resultado |                          |               |
| ----- | ------------- | ------------- | ------------------------ | --------- | ------------------------ | ------------- |
| 1993  | Nueva Zelanda | Nueva Zelanda | Bandera de Nueva Zelanda | 1:2       | Bandera de Islas Salomón | Islas Salomón |
| 1993  | Nueva Zelanda | Australia     | Bandera de Australia     | 5:0       | Bandera de Fiyi          | Fiyi          |

### Final
| Fecha | Lugar         |           |                      | Resultado |                          |               |
| ----- | ------------- | --------- | -------------------- | --------- | ------------------------ | ------------- |
| 1993  | Nueva Zelanda | Australia | Bandera de Australia | 3:0       | Bandera de Islas Salomón | Islas Salomón |

| Bandera de Australia |
| Campeón Australia    |
| 5.to título          |